# Vicco Clarén
Vicco Clarén (* 2005 oder 2006), auch Vicco Götze-Clarén, ist ein deutscher Synchronsprecher.

## Leben
Vicco Clarén ist der Sohn von Marius Clarén und Bruder von Cosmo Clarén und Carlo Clarén. Seine allererste Sprechrolle hatte er 2010 in den Fernsehkurzanimationsfilmen Er-Shrek dich nicht! und Esels Weihnachtsshrektakel als Ferdi. Diese Rolle übernahm er im selben Jahr auch im Animationsfilm Für immer Shrek. Daraufhin folgten weitere Sprechrollen in Hollywood-Blockbustern, darunter häufig auch Animationsfilme. Im Film Terminator: Dark Fate sprach er die Rolle des jungen John Connor, welche ursprünglich von seinem Vater in Terminator 2 – Tag der Abrechnung vertont wurde.

## Sprechrollen (Auswahl)

### Filme
- 2010: Für immer Shrek (Shrek Forever After) als Ferdi
- 2011: Gregs Tagebuch 2 – Gibt’s Probleme? (Diary of a Wimpy Kid: Rodrick Rules) für Connor und Owen Fielding als Manny Heffley
- 2012: Gregs Tagebuch 3 – Ich war’s nicht! (Diary of a Wimpy Kid: Dog Days) für Connor und Owen Fielding als Manny Heffley
- 2012: Men in Black 3 für Cayen Martin als junger Jay
- 2014: Die Legende der Prinzessin Kaguya (かぐや姫の物語) als Hei
- 2014: Niemand weiss davon (Pilules Bleues) für Timothé Vom Dorp als junger Oscar
- 2015: Hotel Transsilvanien 2 (Hotel Transylvania 2) für Asher Blinkoff als Dennis
- 2015: Ich und Earl und das Mädchen (Me and Earl and the Dying Girl) für Gavin Dietz als junger Greg
- 2015: Maze Runner – Die Auserwählten in der Brandwüste (Maze Runner: The Scorch Trials) für Luke Gallegos als junger Thomas
- 2015: Die Peanuts – Der Film (The Peanuts Movie) für Micah Revelly als kleines Kind
- 2016: Findet Dorie (Finding Dory) für Hayden Rolence als Nemo
- 2016: My Big Fat Greek Wedding 2 für Michael Sofos als Costa
- 2017: Emoji – Der Film (The Emoji Movie) für Jude Kouyate als Kaka Jr.
- 2017: Ferdinand – Geht STIERisch ab! (Ferdinand) als junger Valiente
- 2017: Pirates of the Caribbean: Salazars Rache (Pirates of the Caribbean: Dead Men Tell No Tales) für Finn Ireland als Jeff
- 2017: Suburbicon für Noah Jupe als Nicky Lodge
- 2018: Der Grinch (The Grinch) für Sam Lavagnino als Ozzy
- 2018: Hotel Transsilvanien 3 – Ein Monster Urlaub (Hotel Transylvania 3: Summer Vacation) für Asher Blinkoff als Dennis
- 2018: Verschwörung (The Girl in the Spider’s Web) für Christopher Convery als August Balder
- 2019: Doctor Sleeps Erwachen (Doctor Sleep) für Roger Dale Floyd als junger Danny
- 2019: Terminator: Dark Fate für Jude Collie als junger John Connor
- 2020: The Devil All the Time für Michael Banks Repeta als junger Arvin Russell

### Serien
- 2014: Modern Family für Mason McNulty als Connor
- 2015–2016: Detective Laura Diamond (The Mysteries of Laura) für Vincent Reina als Harrison Broderick
- 2021: The Falcon and the Winter Soldier für Chase River McGhee als Cass Wilson